# NGC 446
NGC 446 es una galaxia lenticular de la constelación de Piscis. 
Fue descubierta el 23 de octubre de 1864 por el astrónomo Albert Marth.